# Rocket Ride
Albums de Edguy
Superheroes, Tinnitus Sanctus
Rocket Ride est le huitième album d'Edguy, sorti le 23 janvier 2006. Il s'éloigne de la tradition power metal du groupe et présente un style plus proche du hard rock. Edguy a toujours aimé symboliser un album par une couleur. Rocket Ride est un album mutlticolore plein de chansons sans réel rapport les unes avec les autres. Si on retrouve des morceaux très power metal comme Return to the Tribe ou Sacrifice, on a également des morceaux très heavy voir hard rock comme Superheroes ou Fucking With Fire. Le onzième morceau, Trinidad, ouvre des horizons encore plus différents avec une ambiance hawaïenne.

## Liste des chansons
1. Sacrifice - 8:01
2. Rocket Ride - 4:47
3. Wasted Time - 5:48
4. Matrix - 4:09
5. Return To The Tribe - 6:06
6. The Asylum - 7:38
7. Save Me - 3:47
8. Catch Of The Century - 4:03
9. Out Of Vogue - 4:36
10. Superheroes - 3:19
11. Trinidad - 3:28
12. Fucking With Fire - 4:22

## Superheroes
La chanson "Superheroes" dispose d'un clip, dans lequel on voit les membres du groupe chasser des femmes déguisées en lapins à l'aide d'armes inoffensives (comme des fusils à ventouses). Ce clip est résolument comique et "délirant".

## Musiciens
- Tobias Sammet : chant
- Jens Ludwig : guitare
- Dirk Sauer : guitare
- Tobias Exxel : basse
- Felix Bohnke : batterie